# Майкі Медісон
Майкі Медісон (англ. Mikey Madison; нар. 25 березня 1999) — американська акторка. Почала кар'єру з ролі похмурої підлітки Макси Фокс в комедійному серіалі FX «Все на краще», яку виконувала у 2016—2022 роках. Відтоді зіграла послідовницю сім'ї Менсона Сьюзен «Седі» Аткінс у фільмі Квентіна Тарантіно «Одного разу в… Голлівуді» (2019), Ембер Фрімен у «Крику» (2022) і головну роль у фільмі Шона Бейкера «Анора» (2024).

## Ранні роки
Медісон родом з Лос-Анджелеса, Каліфорнія. Її батьки — психологи, вона виховувалась разом із братом-близнюком та трьома іншими суродженцями. Після шлюбу сестри з кіносценаристом Медісон залишила заняття з верхової їзди заради акторської кар'єри, і 2013 року отримала першу роль. Вона — єврейка. Двоюрідним братом її бабусі був техаський ковбой Кларенс Хейлі Лонг-молодший, який з'явився на обкладинці серпневого номера журналу Life за 1949 рік та слугував головним прообразом для «Мальборо Мена».
Хоча Майкі виросла в невіруючій родині, вона описує себе як «дуже духовну людину».

## Кар'єра
Розпочала акторську кар'єру з низки ролей у короткометражних фільмах, зокрема «Відставка» (2013), «Ящик Пані» (2013) і «На шляху до величі» (2014). 2014 року дебютувала в повнометражному фільмі «Ліза, Ліза, небо сіре», прем'єра якого відбулась 2017 року. З 2016 року виконувала головну роль Макси Фокс в комедійно-драматичному серіалі FX «Все на краще», створеному Луї Сі Кей і Памелою Едлон. Серіал продовжили на п'ятий і останній сезон, який вийшов 2022 року.

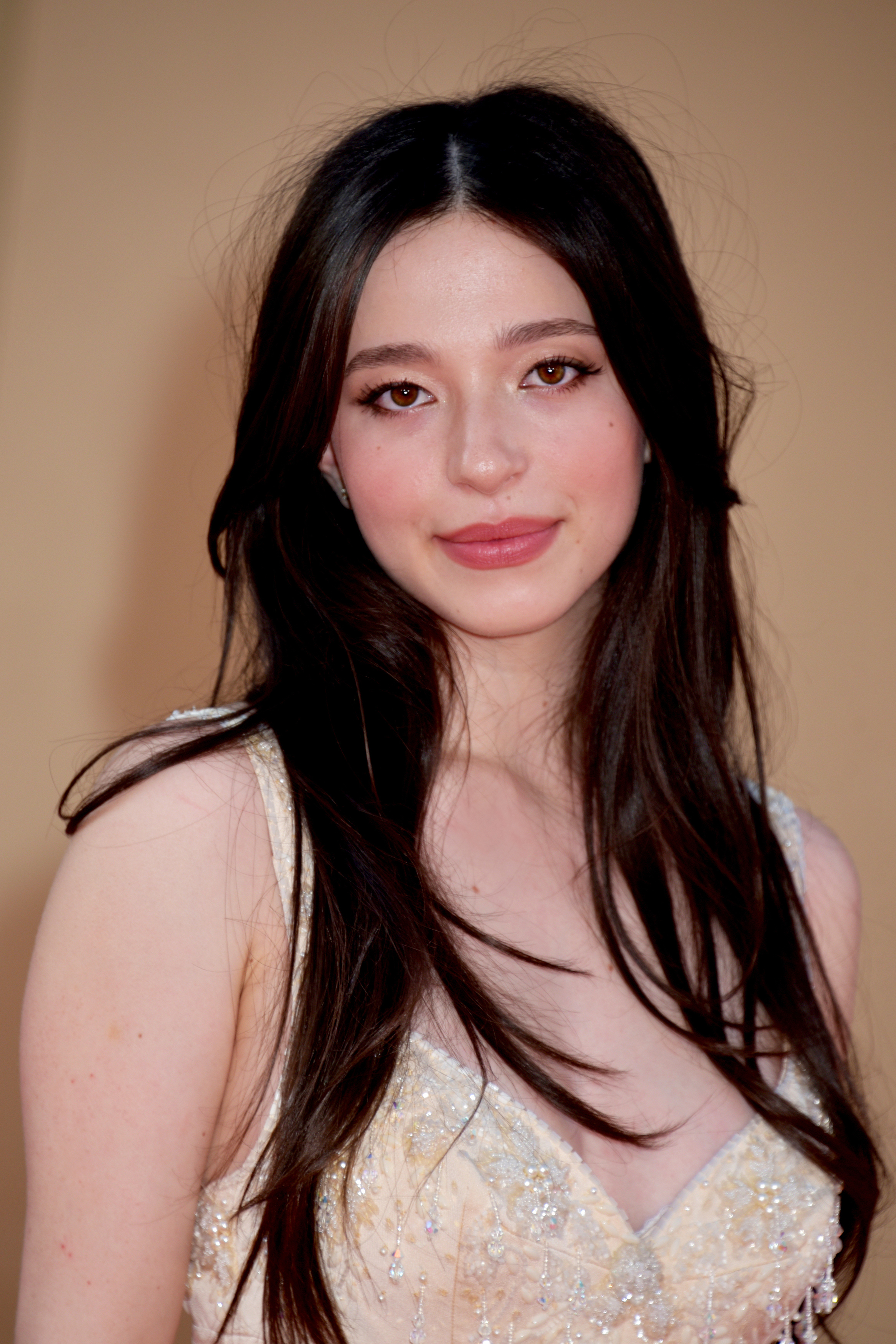
У 2019 році на прем'єрі «Одного разу в Голлівуді»

У 2017—2018 роках зіграла в чорному комедійному серіалі «Самозванці» від кабельного телеканалу Bravo. 2018 року отримала роль у драматичних фільмах «Монстр» і «Ностальгія». Здобула подальше визнання завдяки ролі членкині сім'ї Менсона Сьюзен «Седі» Аткінс у комедійно-драматичному фільмі Квентіна Тарантіно «Одного разу в… Голлівуді» (2019). Озвучила роль баристи Канді в анімаційному чорному комедійному фільмі «Родина Адамсів», який вийшов у жовтні 2019 року.
У вересні 2020 року обрана на роль Ембер Фрімен, другорядної антагоністки у п'ятому фільмі «Крик» режисерів Метта Беттінеллі-Олпіна і Тайлера Гіллетта. 2023 року знялася у драмі «Рятуючи душі». Фільм вийшов у світовий прокат 14 січня 2022 року. 2021 року за її участі вийшов фільм «Мандрівка трьох собак».
2024 року виконала головну роль стриптизерки Анори у фільмі Шона Бейкера «Анора», прем'єра якого відбулася на Каннському кінофестивалі 2024 року і стрічка отримала «Золоту пальмову гілку». Того ж року виконала головну роль у мінісеріалі «Леді в озері».
У квітні 2025 року Медісон вела переговори щодо участі у фільмі «Star Wars: Starfighter», але відмовилася через розбіжності щодо зарплати. У червні 2025 року вона почала переговори про зйомки у фільмі «Маска Червоної Смерті» для A24.

## Фільмографія
| Рік       |    | Українська назва                  | Оригінальна назва             | Роль                                          |
| --------- | -- | --------------------------------- | ----------------------------- | --------------------------------------------- |
| 2013      | кф | Відставка                         | Retirement                    | дочка                                         |
| 2013      | кф | Ящик Пані                         | Pani's Box                    | Пані                                          |
| 2014      | кф | На шляху до величі                | Bound for Greatness           | Голі Стівенсон                                |
| 2016—2022 | с  | Все на краще                      | Better Things                 | Макс Фокс (52 епізоди)                        |
| 2017—2018 | с  | Самозванці                        | Imposters                     | молода Медді (2 епізоди)                      |
| 2018      | ф  | Ностальгія                        | Nostalgia                     | Кетлін                                        |
| 2018      | ф  | Монстр                            | Monster                       | Александра Флойд                              |
| 2019      | ф  | Одного разу в… Голлівуді          | Once Upon a Time in Hollywood | Сьюзен Аткінс                                 |
| 2019      | мф | Родина Адамсів                    | Nostalgia                     | Кенді (озвучення)                             |
| 2021      | ф  | Мандрівка трьох собак             | It Takes Three                | Кет Волкер                                    |
| 2022      | ф  | Крик                              | Scream                        | Ембер Фріман                                  |
| 2023      | ф  | Рятуючи душі                      | All Souls                     | Рівер                                         |
| 2024      | ф  | Анора                             | Anora                         | Анора                                         |
| 2024      | с  | Леді в озері                      | Lady in the Lake              | Джудіт Вайнштейн (7 епізодів)                 |
| 2025      | с  | Суботнього вечора в прямому ефірі | Saturday Night Live           | гість (Епізод: "Mikey Madison/Morgan Wallen") |

## Нагороди та номінації
| Рік  | Нагорода                               | Категорія                            | Робота | Рещультат | Пос.   |
| ---- | -------------------------------------- | ------------------------------------ | ------ | --------- | ------ |
| 2024 | Astra Film Awards                      | Найкраща акторка                     | Анора  | Номінація | [ 32 ] |
| 2024 | Atlanta Film Critics Circle            | Найкраща акторка                     | Анора  | Перемога  | [ 33 ] |
| 2024 | Спілка кінокритиків Бостона            | Найкраща акторка                     | Анора  | Перемога  |        |
| 2024 | Асоціація кінокритиків Чикаго          | Найкраща акторка                     | Анора  | Номінація | [ 34 ] |
| 2024 | Фестиваль американського кіно в Довілі | Висхідна зірка                       | Н/Д    | Перемога  | [ 35 ] |
| 2024 | Кінофестиваль у Савані                 | Breakthrough Award                   | Н/Д    | Перемога  | [ 36 ] |
| 2024 | Кінофестиваль у Мілл-Веллі             | Проривна робота                      | Анора  | Перемога  | [ 37 ] |
| 2024 | Готем                                  | Найкраща головна роль                | Анора  | Номінація | [ 38 ] |
| 2024 | Асоціація кінокритиків Айови           | Найкраща акторка                     | Анора  | Перемога  | [ 39 ] |
| 2024 | Спілка кінокритиків Лас-Вегаса         | Найкраща акторка                     | Анора  | Перемога  | [ 40 ] |
| 2024 | Асоціація кінокритиків Лос-Анджелеса   | Найкраща головна роль                | Анора  | Перемога  | [ 41 ] |
| 2024 | Національна рада кінокритиків США      | Проривний перформанс                 | Анора  | Перемога  |        |
| 2024 | Нью-Йоркські кінокритики онлайн        | Найкраща акторка                     | Анора  | Номінація |        |
| 2024 | Критичне коло міста Фенікс             | Найкраща акторка                     | Анора  | Перемога  | [ 42 ] |
| 2024 | Спілка кінокритиків Сан-Дієго          | Найкраща акторка                     | Анора  | Номінація | [ 43 ] |
| 2024 | Спілка кінокритиків Сан-Дієго          | Проривний перформанс                 | Анора  | Перемога  |        |
| 2024 | Спілка кінокритиків Сан-Франциско      | Найкраща акторка                     | Анора  | Номінація | [ 44 ] |
| 2024 | Спілка кінокритиків Сіетла             | Найкраща акторка                     | Анора  | Перемога  | [ 45 ] |
| 2024 | Південно-Східна асоціація кінокритиків | Найкраща акторка                     | Анора  | Перемога  |        |
| 2024 | Асоціація кінокритиків Сент-Луїса      | Найкраща акторка                     | Анора  | Перемога  |        |
| 2024 | Асоціація кінокритиків Торонто         | Найкраща голова роль                 | Анора  | Перемога  | [ 46 ] |
| 2024 | Кінофестиваль у Вірджинії              | Досягнення в акторській майстерності | Анора  | Перемога  | [ 47 ] |
| 2024 | Асоціація кінокритиків Вашингтона      | Найкраща акторка                     | Анора  | Перемога  | [ 48 ] |
| 2025 | Золотий глобус                         | Найкраща жіноча роль                 | Анора  | Номінація | [ 49 ] |
| 2025 | Вибір критиків                         | Найкраща акторка                     | Анора  | Номінація | [ 50 ] |
| 2025 | Вибір критиків                         | Найкращий акторський склад           | Анора  | Номінація | [ 50 ] |
| 2025 | БАФТА                                  | Найкраща жіноча роль                 | Анора  | Перемога  | [ 51 ] |
| 2025 | БАФТА                                  | Висхідна зірка                       | Н/Д    | Номінація | [ 51 ] |
| 2025 | Премія Гільдії кіноакторів             | Найкраща жіноча роль                 | Анора  | Номінація | [ 52 ] |
| 2025 | Премія Гільдії кіноакторів             | Найкращий акторський склад           | Анора  | Номінація | [ 52 ] |
| 2025 | Оскар                                  | Найкраща жіноча роль                 | Анора  | Перемога  | [ 53 ] |